# Cátedras nacionales
Las Cátedras Nacionales fueron una serie de cátedras creadas y dictadas entre 1968 y 1972 en la Facultad de Filosofía y Letras de la Universidad de Buenos Aires, en el ámbito de la carrera de Sociología. 
Las Cátedras Nacionales tuvieron como objetivo desarrollar una sociología que estudiara los problemas sociales argentinos y latinoamericanos. En ese camino, partieron de la base de la insuficiencia de los estudios sociológicos y filosóficos de Europa y Estados Unidos, proponiendo la recuperación de las tradiciones y corrientes de pensamiento latinoamericanas, valorizando el estudio universitario de los saberes populares, habitualmente desvalorizados o suprimidos de los programas universitarios. En el proceso confluyeron vertientes provenientes del peronismo, el marxismo y el cristianismo, que conformaron un movimiento de resistencia a la dictadura cívico militar gobernante.
Entre las principales figuras docentes e investigadoras del proceso de las Cátedras Nacionales se encuentran Amelia Podetti, Guillermina Garmendia, Horacio González, Alcira Argumedo, Justino O´Farrel, Gonzalo Cárdenas, Roberto Carri, Juan Carlos Portantiero, Héctor Schmucler, Oscar Landi, Juan Pablo Franco, Alejandro Álvarez, Guunar Olson, Ernesto Villanueva, Guillermo Gutiérrez, Marta Neuman, Lelio Mármora, entre otros.

## Historia
Las Cátedras Nacionales fueron un conjunto de materias que se dictaron en la Facultad de Filosofía y Letras de la UBA, mayormente en la carrera de Sociología, entre 1967 y 1972. Luego de la instalación de la dictadura militar del general Juan Carlos Onganía en 1966 y la abolición de la autonomía universitaria a partir de la Noche de los bastones largos, varios sectores comenzaron a proyectar alternativas de resistencia en la universidad, combinando vertientes provenientes del peronismo, el marxismo y el cristianismo.
En 1967 Justino O´Farrelll y Gonzalo Cárdenas, ligados a la naciente Teología de la liberación, ocuparon dos espacios vacantes en la carrera de Sociología de la UBA. O´Farrell asumió las cátedras de Sociología Sistemática y de Introducción a la Sociología, y Cárdenas asumió la de Historia Social Latinoamericana. En un primer momento, el movimiento estudiantil y la docencia opositora a la dictadura, recelaron del nombramiento de los dos profesores por parte de la intervención militar, pero a poco andar quedó en evidencia que traían un enfoque renovador, definido por Horacio González, en ese momento presidente del Centro de Estudiantes, como "una especie de marxismo nacionalista o nacionalismo marxista". Las tres cátedras comenzaron entonces a incorporar docentes que utilizaban bibliografía marxista y de pensadores nacionales y latinoamericanos, y el movimiento se extendió a otras cátedras de Sociología, e incluso también de otras facultades de la UBA. El estudiantado comenzó a llamarla "Cátedras Nacionales".
Paralelamente, dos revistas, Envido (dirigida por Arturo Armada y Miguel Hurst) y Antropología 3er Mundo (dirigida por Guillermo Gutiérrez), comenzaron a publicar artículos escritos por los docentes de las Cátedras Nacionales.
En 1971 la dictadura militar nombró una nueva intervención en la Universidad, que decidió terminar con las Cátedras Nacionales mediante concursos en muchos casos manipulados. El 25 de mayo de 1973 cayó la dictadura y asumió el gobierno democrático del presidente Héctor J. Cámpora y la mayoría de los docentes que habían integrado las Cátedras Nacionales volvieron a la universidad, incluso en cargos directivos.